# Pave Deusdedit
Deusdedit (død 8. november 618) også kaldet Deodatus  var pave fra 19. oktober 615 til sin død i 618.
Han blev født i Rom som søn af en subdiakon. Han var præst i 40 år før sit valg som pave og var den første pave til at blive udnævnt til pave siden pave Johannes 2. i 533. Deusdedit repræsenterede den anden bølge af den antigregorianske udfordring af pavedømmet, hvoraf den første var pave Sabinianus. Han modsatte sig sin forgænger, Pave Bonifatius 4.'s praksis, og udfyldte i stedet den pavelige administration med munke som gejstlige i disse stillinger og ordinerede omkring 14 præster, hvilket var de første ordinationer i Rom siden Pave Gregor 1..
I august 618 ramte et jordskælv Rom, hvilket blev efterfulgt af et udbrud af skurv, hvor Deusdedit døde. Paveembedet var ledigt i et år og 16 dage, før hans efterfølger blev udpeget..
Ifølge historien var han den første pave, der benyttede sig af segl bly (bullae) på pavelige dokumenter, hvilket senere kom til at hedde "bulle". En bulla fra hans tid er bevaret. Den omhandler den gode fårehyrde, som betegnes med bogstaverne alfa og omega nedenunder, mens den modsatte side bærer inskriptionen Deusdedit Papæ.
Hans festdag er 8. november.